# Al fondo hay sitio
Al fondo hay sitio (срп. У позадини има места) је перуанска теленовела, продукцијске куће America Producciones, снимана током 2008 и 2009. године.

## Синопсис
Породица Гонзалес стиже у Лиму, како би живели у једном од најексклузивнијих делова града, Лас Ломас, у наслеђеној кући. Њихове комшије, породица Малдини, припадници високе класе нису се баш обрадовали доласком новог суседа и покушавају направити им проблеме, што доводи до рата између две породице. Међутим, упркос сукобима, осећања као што су љубав и солидарност доћи до цвета међу својим члановима...

## Улоге
| Глумац             | Улога                       |
| ------------------ | --------------------------- |
| Густаво Буено      | Дон Хилберто Кољазос        |
| Ирма Маури         | Доња Нели Камаћо            |
| Моника Санчез      | Чаро Флорес                 |
| Магдјел Угаз       | Тереза Кољазос              |
| Маира Коуто        | Грејс Гонзалес              |
| Ерик Елера         | Џоел Гонзалес               |
| Арон Пикасо        | Хаимито Гонзалес            |
| Бруно Одар         | Лучо Гонзалес               |
| Лазло Ковакс       | Тито Лара Смит              |
| Давид Алмандоз     | Пепе Гонзалес               |
| Ивон Фраисинет     | Доња Франческа Малдини      |
| Карина Калмет      | Изабела Пикасо              |
| Серхио Галијани    | Мигел Игнасијо де лас Касас |
| Андрес Висе        | Николас де лас Касас        |
| Натанијел Санчез   | Фернанда де лас Касас       |
| Барбара Кајо       | Рафаела Пикасо              |
| Адолфо Ћуиман      | Питер Макеј                 |
| Луис Ангел Пинаско | Дон Бруно Пикасо            |
| Кјара Молина       | Миа                         |
| Џуниор Силва       | Кевин Манрике               |
| Фернандо Баковић   | Отац Мануел                 |
| Урсула Боза        | Клаудија Запата             |
| Данијела Камајора  | Маргарита Аризменди         |
| Кукули Моранте     | Гладис Ренхифо              |
| Карлос Солано      | Феликс Пандуро              |
| Марсело Оксенфорд  | Маријано Пен-Дејвис         |
| Данијела Сарфати   | Сузу Феранд                 |
| Валерија Брингас   | Лусијана дел Прадо          |
| Хоакин од Орбегозо | Мајк Милер                  |
| Кристијан Торсен   | Раул дел Прадо              |
| Јеан Франко Вертиз | Бонифасијо Перејра          |
| Наталија Салас     | Андреа Агире                |
| Татијана Алфаро    | Хулијета                    |
| Кармела Гаљегос    | Росмери                     |
| Алесандра Денегри  | Кајетана Богани             |
| Дијего Семинаријо  | Ђанфранко Богани            |
| Луис Салас         | Клаудијо Богани             |
| Катија Салазар     | Џенет                       |
| Андреа Барбијер    | Марилу                      |
| Оскар Угаз         | Роберт Серкадо              |
| Синтија Ћанта      | Фабиола                     |
| Карла Медина       | Вероника Миранда            |
| Паола Енрико       | Марија Елена                |
| Мигел Вергара      | Панћо                       |
| Хавијер Торес      | Брајан Аризменди            |
| Ћанкарло Понсиле   | Заповједника                |
| Сесилија Брозковић | Лаура Палма                 |
| Марсијал Матеус    | Јак Павер                   |
| Марисол Рамос      | Бренда Рамос                |
| Ектор Хименез      | Шаман                       |
| Акнори Сато        | Фелипе Тоширо               |
| Хаиде Касерес      | Берта                       |
| Серхио Гхуриновић  | Матео Висе                  |
| Мариано Сабато     | Тони Ветета                 |
| Хесус Аранда       | Дионисио Паредес            |
| Олга Зумаран       | Јоланда Ариола              |
| Анита Мартинез     | Марија Еугениа Пфукер       |
| Стефи Хакобс       | Киара                       |
| Ана Роса Лиендо    | Ермелинда Ермоса            |
| Клаудија Сентено   | Федерика                    |
| Јоани Вегас        | Марта                       |
| Емилија Драго      | Паола                       |
| Марикрис Рубијо    | Рената Нибман               |
| Ингрид Моралес     | Алехандра                   |
| Лусијана Сера      | Адријана                    |
| Мигел Арсе         | Лукас Бођо                  |
| Маријела Трехос    | Мари Џејн Смит              |
| Сули Саенз         | Лорена                      |
| Евелин Карлос      | Нели (младих)               |
| Нели од Рио        | Лорена                      |
| Карлос Палма       | Абел                        |
| Татијана Астенго   | Рејна Паћас                 |
| Арелиз Бенел       | Ширли Гонзалес              |
| Хоакин Ескобар     | Џони Гонзалес               |
| Ђовани Сициа       | Дијего Монталбан            |
| Карлос Кабрера     | Силвестре                   |
| Леонидас Белеван   | Леандро                     |
| Нико Понсе         | Фабрисијо Бесера            |
| Ампаро Брамбила    | Ванеса Камаћо               |
| Ефраин Агилар      | Хуан Гонзалес               |
| Тулио Лоза         | Емилијано Пампањаупа        |
| Офелија Лазо       | Исабел Сулка                |
| Корина Риваденеира | Абигејл Ћавез               |
| Елмирам Косио      | Селедонио Пампањаупа        |
| Хесус Алзамора     | Густаво Адолфо              |